# Sorten Muld (album)
Sorten Muld er den første udgivelse fra det danske folktronicaband af samme navn. Den blev udgivet i april 1996. Nogle gange kaldes det også Ægget, da coveret har et billede af et æg på forsiden. Grundet et relativt lille oplag er albummet blevet et samleobjekt for fans.
Albummet blev til efter at Ulla Bendixen i 1995 var blevet kontaktet af Aarhus Kommune med henblik på at lave et projekt kaldet Futurepop i forbindelse med Kulturby 96. Ideen var at kombinere nordiske ballader fra middelalderen med elektronisk musik. Hendes kæreste, der var arkitekt, Martin Ottosen sluttede sig til, og sammen begyndte de at researche i techno- og folkemusik som ingen af dem kendte meget til. De gav deres projekt arbejdstitlen Sorten Muld. Deres første sang blev en fortolkning af "Jeg gik mig ud en sommerdag", og dette var med til at få Henrik Munch til at slutte sig til dem. De gav kort efter deres debutkoncert på på færgen Kronborg i København. Ved denne koncert medvirkede Bendixen dog ikke, da hun netop havde født. I stedet var en af bandets venner med som sanger.
Efter udgivelsen fortsatte gruppen deres samarbejde og fortsatte med at skrive nyt materiale, til deres første studiealbum, kaldet Mark II der udkom i 1997. De seks første sange fra Sorten Muld blev genudgivet dette album. Særligt nummeret "Ravnen" blev et stort hit for gruppen.

## Spor
1. "Ravnen" - 7:25
2. "Venelite" - 4:42
3. "2 Søstre" - 4:29
4. "Jeg Kan Se På Dine Øjne At Du Har En Anden Kær" - 5:04
5. "Havets Farer" - 1:21
6. "Jeg Gik Mig Ud En Sommerdag" - 4:00
7. "Venelite Reprise" - 4:15
8. "Beyond Reality Venelite Remix" - 5:41

## Personel

### Musikere
- Ulla Bendixen - Vokal
- Thomas Holm - Sækkepiber
- Jeffrey Daniel Jensen - Bodhrán
- John Smith - Trommer
- Søren Bendixen - Elektrisk guitar
- Kent Møller - Elektrisk guitar (kraftigt forstærket)
- Harald Haugaard - Drejelire, violin

### Andre
- Arrangeret af Henrik Esben Munch, Martin Døssing Ottosen, Ulla Bendixen
- Maskinmester: Henrik Esben Munch
- Produceret, mixet og masteret af Henrik Munch, Martin Døssing Ottosen